# Pheidole aequiseta
Pheidole aequiseta  (лат.) — вид муравьёв рода Pheidole из подсемейства Myrmicinae (Formicidae). Южная Америка: Боливия (San José, Santa Cruz). Мелкие с узким телом муравьи (около 2 мм) желтовато-коричневого цвета (характерные для рода большеголовые солдаты не найдены). Голова имеет суженную заднюю часть (шея). На проподеуме имеются шипы, редуцированные до небольших бугорков. Усики рабочих 12-члениковые с 3-члениковой булавой. Скапус усиков длинный (длина 1,24 мм), превышает задний край головы, а загнутые назад усики в целом достигают брюшка. Ширина головы мелких рабочих — 0,60 мм (длина головы — 0,88 мм). Стебелёк между грудкой и брюшком состоит из двух члеников: петиолюса и постпетиолюса (последний четко отделен от брюшка). Pheidole aequiseta относится к видовой группе Pheidole fallax Group и сходен с видами Pheidole gouldi и Pheidole tolteca.